# Liste d'écrivains togolais
Cette liste recense de manière non exhaustive les écrivains de nationalité togolaise, en toute langue, du pays ou de la diaspora.
Elle peut retenir quelques noms d'écrivains non togolais, surtout d'avant l'indépendance, et divers bi-nationaux
.

## A
- Adovi John-Bosco Adotevi (1934-)[1], essayiste, romancier, L'Apartheid et la société internationale[2] (1978), Sacrilège à Manadali[3] (1982)[4] .
- Esso-Wêdéo Agba (1956-2015) (Isaac Essowodéou Agba)[5],[6], romancier : Les Germes étouffés[7] (2005), Si l'idée ne germe[8] (1999), La Ballade de la misère[9] (2011).
- Komla Agbetiafa (1960 ?).
- Atsutsè Kokouvi Agbobli (1941-2008)[10], journaliste, politicien, essayiste : Sylvanus Olympio : le père de l'indépendance togolaise[11] (2007), Sylvanus Olympio, un destin tragique[12] (1992), Combats pour l'Afrique et la Démocratie:  entretien avec Atsutsé Kokouvi Agbobli[13] (1997), Le Monde et le destin des Africains, premier volume de la trilogie Les Enjeux mondiaux de puissance[14] (2002), Le Roman de l'Indépendance (2011)[15].
- Jeannette D. Ahonsou (1951-2022), romancière : Une longue histoire[16] (1999, 2004), Le Trophée de Cristal[17] (2005), Le Piège à Conviction (2013), Un tunnel sans bout[18] (2015), L'Affaire Carrefour
- Gustave Akakpo (1974-), plasticien, dramaturge, conteur, animateur culturel : Catharsis (2006), Le Petit monde merveilleux (2008), À petites pierres (2007), La Mère trop tôt[19] (2004), Je reviendrai te parler dans les herbes (2015), Tac-tic à la rue des pingouins in 4 petites comédies pour une Comédie (2004), Catharsis (2006), Habbat Alep (2006), A petites pierres (2007), Le Petit Monde merveilleux (2008), Tulle, le jour d'après (2011), Chiche l'Afrique (2011), Arrêt sur image in Écritures d'Afrique (2007, 2016), Retour sur terre in En haut ! (2014), Même les chevaliers tombent dans l'oubli (2014), La véridique histoire du petit chaperon rouge (2015), MST / A la Bouletterie / Où est passé le temps ? in Arrêt sur image et autres textes (2016), Transit in Enfouir ses rêves dans un sac (2016), Si tu sors, je sors ! (avec Marc Agbédjidji, 2016), Je reviendrai de nuit te parler dans les herbes (avec Marc-Antoine Cyr, 2016), Bolando, roi des Gitans (2018), Prométhée augmentée (2019), Il me sera difficile de venir te voir, Écritures d'Afrique : Dramaturgies contemporaines, Le Cultivateur et le petit chimpanzé, Bob ; Des ombres et des lueurs ; Mon ami Pierrot, La diversité est-elle une variable d'ajustement pour un nouveau langage théâtral non genré, multiple et unitaire? (avec Métie Navajo et Amine Adjina).
- Henriette Akofa (1979-)[20], Une esclave moderne (2000)
- Victor Aladji (1940 ?)[21],[22], romancier : La voix de l'ombre (1985), L'équilibriste (1972), Akosiwa mon amour (2010)
- Kangni Alem (1966-), dramaturge, traducteur, critique : Romans: Esclaves : (2009), Canailles et Charlatans, (2005), Cola cola Jazz, (2002), La Légende de l’assassin, (2015), Les Enfants du Brésil, (2017). Essais: Rachid Boudjedra (2001), Dans les mêlées. Les arènes physiques et littéraires (une introduction de Sami Tchak) (2009), Dans les mêlées II. Où va la littérature togolaise, (2013), Rachid Boudjedra,Masculinité, Féminité, Transculturalité, (2021). Pièces de théâtre: Théâtre vol. 1, Bertoua, (2009),  Théâtre Vol. (2014), Chemins de croix ou Chronique d'une mise à mort symbolique (1991), Chemins de Croix (2005), Atterrissage, (2002). Nouvelles: La gazelle s'agenouille pour pleurer, (2001), Un rêve d'Albatros (2006), Le sandwich de Britney Spears, (2019). Ouvrage collectif: Collectif Dadié, l'homme de tous les continents. Cent écrivains du monde rendent hommage au centenaire vivant, (2019), Collectif, Le Camp des Innocents : 15 nouvelles africaines, (2006), Dernières nouvelles de la Françafrique, (2003)
- Corinne d'Almeida (1980 ?) : Antibes (2010)
- Modeste d'Almeida (1940 ?) : dramaturge, Kétéyouli l'étudiant noir (1967, avec Gilbert Laclé)[23]
- Joel Amah Ajavon (1980 ?)[24],[25], comédien, dramaturge : Camp sud, Deux crocodiles sur le fleuve, Miel et fiel
- Rita Mensah Amenda (1940-)[26], universitaire : Mosaïques Africaines : chroniques féminines (2003)
- Gnoussira Analla (1954-)[27],[28],[29], enseignant, poète : Croissance I  (1982), Morte saison (1992), À Tue-tête, Transhumance, Génération spontanée, Abracadabra
- Théo Ananissoh (1962-, Théodore Laté Lawson), nouvelliste, romancier : Yeux ouverts (1994), Lisahohé (2005), Un reptile par habitant (2007), Le soleil sans se brûler (2015), Delikatessen (2017)[30]...
- David Ananou (en) (1917-2000) : Le fils du fétiche (1955)[31]
- Germaine Kouméalo Anaté (1968-), universitaire, poétesse, nouvelliste, romancière : Souffle court (2012), Le regard de la source (2005), Frontières du jour (2004), L'écrit du silence (2001)
- Ayayi Togoata Apedo-Ameh (1960 ?)[32],[33], enseignant-chercheur, critique d'art, nouvelliste, dramaturge, activiste (droits humains) : Le Chien qui fume, Un continent à la mer !, La guerre civile des aputaga, Radio tout-va-bien-au-pays, Les trônes sacrés jumeaux, 5 octobre an zéro, La république des slips, Le maître de l’empire
- Koffivi Assem (?) auteur, illustrateur, éditeur : Mythes et légendes africains (2020)[34],Mariées trop tôt (2020), Monfay à Afrotopia (2021)[35],
- Anas Atakora (?)[36], poète, universitaire, critique littéraire, Partir pour les mots (2012)[37] : Monts et rêves (2013), Ce soir quand tu verras Patrice (2015), En attendant le poème (2015), Ceux qui m’accompagnent  au large (2017), Traces de parcours (2019)
- Gnimdéwa Atakpama (1977-), conteur, enseignant, entrepreneur, politique, poète, auteur enfance, éditeur : La désillusion (2003), Encre indélébile ou comment dire les silences de l’Afrique (2011)
- Edem Awumey (1975-), romancier : Port-Mélo (2005), Les pieds sales (2009), Rose déluge (2012), Explication de la nuit (2013), Mina parmi les ombres (2018)

## B
- Fatou Biramah (1975-)[38],[39], journaliste, chroniqueuse, animatrice, écrivaine, Confessions d'un salaud. Histoire vraie d'un braqueur, dealer, taulard (2004), Négresse (2006)[40].
- Steve Bodjona (1982-)[41],[42], juriste, diplomate, Des larmes aux crépuscules (2016), Orémus (2015), Les ronces de l'amour (2014), La Valse des Diplomates (2014), Hymne à la nation (2014), Rêverie, Voile d'espoir, L'odyssée ou Le journal d'un migrant (2014), D'un cœur d'enfant (2014), Misères & chimères : Récits inspirés de faits réels (2019).
- Dissimara Boutora-Takpa (1973-)[43], Journal d'une bonne (2002, Prix France-Togo).
- Amaka Brocke (1975 ?)[44],[45],[46], La fille errante (2005).

## C
- Laurie L. Charlès (1970 ?), Intimate Colonialism: Head, Heart & Body in West African Development Work (2007).
- Félix Couchoro (1900-1968), enseignant, éditeur, L'esclave (1929), Amour de féticheuse (1941), Drame d'amour à Anecho (1950), L'Héritage, cette peste, les secrets d'Elénore (1963).

## D
- Jean-Jacques Dabla (1956-) (alias Sewanou Towali), enseignant, poète, critique, Leur figure-là... (1985) [47], Malmonde (2014).
- Kangni Dagoe-Kangni (1980 ?), nouvelliste, Destins enchaînés (1988)[48]
- Well Dogbatse (1985 ?)[49], dramaturge, La danse des scorpions (2021), Les vendeurs d'âme (2013), La confession des musaraignes.
- Yves-Emmanuel Dogbé (1939-2004), philosophe, sociologue, romancier, poète, essayiste, La victime (1979), L'incarcéré (1980), Lettre ouverte aux pauvres d'Afrique (1983), L'homme de Bê (1989), Le miroir (2005)...
- Richard Dogbeh (1932-2003), béninois-togolais, poète, romancier, essayiste, Rives mortelles (1964), Les eaux du Mono (1965), Voyage au pays de Lénine. Notes de voyage d'un écrivain africain en URSS (1969), Cap Liberté (1969).
- Gabriel Koum Dokodjo (Gabro, 1961-), romancier, Hei-Dji (1995), Noël dans un camp de réfugiés (2008), Procès du soldat.
- Ayi Renaud Dossavi-Alipoeh (1993-)[50],[51], journaliste, poète, essayiste, nouvelliste, romancier, Chants de sable (2018), Pensées égarées, Lèvres éphémères, Nous et l’histoire – réflexions sur le passé, le présent et l’avenir
- Marlène Douti (1990 ?)[52], dramaturge, Vieux le père, Dieu le fils
- Gilbert Kossi Djilo, romancier, poète, dramaturge, metteur en scène, La femme du train (2015), Ignorances coupables (2022), Sur les pas du psalmiste  (2023)

## E
- Edwige Edorh[53],[54], La Fille de Nana-Benz (1994)
- Kossi Efoui (1962-), traducteur, chroniqueur, La Fabrique de cérémonies (2001), Volatiles (2006), Cantique de l'acacia (2017)
- Christiane Akoua Ekué (1954-)[55], Le crime de la rue des notables (1989) Partir en France (1996)
- Lauren Ekué (1978-)[56],[57], Icône urbaine (2005), Carnet Spunk (2010), Black Attitude #1 (2011), L’Expérience Noire au féminin dans la France contemporaine (2015)
- Kokou Math Eli[58], enseignant, animateur, formateur, dramaturge, romancier, Govina : le chant de la veine sacrée
- Dieudonné Ewomsan (1970 ?), poète, Marche vers toi (1996), Couleurs de liberté (2007)[59], Présence de la femme dans la poésie togolaise

## F
- Marthe Fare (1985-), journaliste, écrivaine, blogueuse, productrice, La Sirène des bas-fonds (2011), Rivales (2014), Mots à maux, recueil collectif de nouvelles, (2021)

## G
- Ami Gad (1958-)[60], romancière, Étrange héritage (1986), La Croix de la mariée (2014)
- Kokouvi Dzifa Galley (1980-)[61], dramaturge, poète, nouvelliste, In-certitudes (2009), Dés-espérances (2013), Peau de braise (2015), Un pas avant… (2018), La Réserve (2018), Otages (2020), Arènes intérieures (2018)
- Sélom Komlan Gbanou (1964-)[62], enseignant, poète, Petite anthologie de la nouvelle poésie togolaise (2007), Enfantissages (2014), Mémoires et identités dans les littératures francophones (2012)
- Koffi Gomez (1941-)[63],[64], alias Gemzo Kiffo, romancier, dramaturge, Gaglo, ou l'Argent de la peste (1983), Opération Marigot (1982)
- Claude Grunitzky (1971-), entrepreneur, journaliste, essayiste, Transculturalismes. Essais, récits et entretiens (2008)
- Julien Guenou (1948 ou 1950-)[65],[66], romancier, éditeur, Le bonheur à l'arraché (1983), L’Empire se retire, que naisse Prométhée, Le soleil des damnés, Amour café
- Gilbert Kossi Djilo, romancier, poète, dramaturge, metteur en scène, La femme du train (2015), Ignorances coupables (2022), Sur les pas du psalmiste (2023)

## H
- Mensah Hemedzo (1977-)[67], La loi du bouc émissaire (2007), Dites-leur que je suis Québécois (2019)
- Patron Henekou (1990 ?)[68], poète, dramaturge, Dovlo, ou A Worthless Sweat (2015), Souffles d’outre-cœur (2017), Souffles & faces (2018)
- (Ayayi Gblonvadji) Ayi Hillah (1976-)[69], poète, nouvelliste, romancier, Chants et visions (2012), Mirage (2012), Échos d'un adieu (2019), Les salves du midi (2019)...

## I
- Moïse Inandjo (1977-), écrivain togolais et fonctionnaire UNHCR [70], Sur les routes sanglantes de l’exil (2014), Prostituée, ma soeur (2006)

## K
- Folly K. (1977-)[71], Beek ou l'art de la boucherie (2017).
- Thérèse Karoué-Atchall (1980 ?), La Saison des amours (2016), Le Secret (2018).
- Akoutsa Kokou (alias Amlina Del, 1980 ?)[72], dramaturge, Deux pieds, un pas.
- Edem Kodjo (1938-2020), politique, diplomate, Au commencement était la glaise (2004), Et demain l'Afrique (1985).
- Kossi Komla-Ebri (it) (1954-), journaliste, nouvelliste, À la croisée des chemins (2004), Le huitième péché (2006), La vie et les rêves (2007), Madiba (2008), Embarracismes-Le racisme au quotidien (2016), Neyla (2019).
- Pyabélo Chaold Kouly (1943-), auteure enfance (?), Le Caneton égaré (1961), Le Missionnaire de Pessaré Kouloum Lomé (1979), Djidili et Wédé à la ferme de Lama-Tessi au Togo (1994 ?)
- Germaine Kouméalo Anaté (1968-), universitaire, romancière, Frontières du jour (2004), L’écrit du silence (2005), Le regard de la source (2005)
- Sassou Comlan Koussougbo (1970 ?), Une vie de chiens (2007)[73]
- David Kpelly (1983)[74], romancier, Apocalypse des bouchers (2011), L'élu de la réforme (2009), Le fratricide de la réforme, la condamnation de Caïn (2009), Le gigolo de la réforme, l'invisible main noire (2009)
- Tété-Michel Kpomassie (1941-), écrivain-voyageur, L'Africain du Groenland (1981)
- Tété François Kwassi (1965 ?), Lutte à mort (1999)[75].
- Gilbert Kossi Djilo, romancier, poète, dramaturge, metteur en scène, La femme du train (2015), Ignorances coupables (2022), Sur les pas du psalmiste (2023)

## L
- Dalé Hélène Labitey (1970 ?), Nanas Benz : parcours de vie) (2014)[76].
- Gilbert Laclé (1940 ?), dramaturge, Keteyouli l'Étudiant Noir: Le Drame des Jeunes Elites Africaines (1965, avec Modeste d'Almeida)[77].
- Daniel Lawson-Body (1953-2015)[78],[79], Peu d’épouses s’appellent Astrid (2013), Désespoir interdit (2018), La Déméninge, Damas.
- Hilaire Dossouvi Logo (1958-2014)[80], poète, journaliste, politique, Lutter pour ses droits au Togo (2004),

## N
- Farida Nabourema (1990-), écrivaine, activiste (démocratie, droits humains)
- Nkunu, Zoromi Soul Saga (2020)[81]

## O
- Sam J. Obiamin (1921-1982, ghanéen, en éwé)[82], Amegbetoa, ou, Les aventures d'Agbezuge (1990)[83]
- Charles Olince (1986-), dramaturge, éditeur, traducteur-interprète, Le calvaire d'Apélété (2014)[84], Awa la Femme (2019) [85]
- Adjéna Pékpéli (1967-)[86]
- Komlanvi Jean-Marie Pinto (1941-)[87], Les Mémoires d'Émilienne (1989), L'ombre du karité (1996)
- Charles Piot (1960 ?), universitaire, anthropologue, Remotely Global : Village Modernity in West Africa (1997), Isolément global : La modernité du village au Togo (2008)

## R
- Rost (Amewofofo Adom'Megaa, 1976-), chroniqueur, rappeur, associatif, Enfant des lieux bannis (2008)

## S
- Amadoto Kossi Sénam (1970 ?), médecin gynécologue obstétricien, Un Hôpital des morts (2010)
- Alexandre de Souza (1974-), entrepreneur immobilier, romancier, essayiste, Rêves d’Afrique, Togo, la Dynastie de la Terreur (2009), L’Homme africain est-il intelligent ?
- Koffi Edem Sodji (1987-), écrivain, Sagesses ancestrales (2022)[88]

### T
- Gerry Taama (1975-), militaire, romancier, nouvelliste, Parcours de combattants, Chroniques de la caserne
- Laklaba Talakeena (1970 ?), La palmeraie de Roriba (1999)
- Sami Tchak (Sadamba Tcha-Koura, 1960-), romancier, essayiste, Place des fêtes (2001), Le Continent du Tout et du presque Rien (2021)...
- Anatole Tokopaï, ingénieur, Le Tissu (2000), La solution innovante

## W
- Grétah Waklatsi (1975-), humanitaire (en France), romancière, L'enfant qui ne vient pas : Naître togolaise

## Z
- Sénouvo Agbota Zinsou (1946-), dramatruge, nouvelliste, Yévi et l'Éléphant Chanteur, Le Médicament...

## Liste chronologique

### 1900
- Félix Couchoro (1900-1968), enseignant, éditeur, L'esclave (1929), Amour de féticheuse (1941), Drame d'amour à Anecho (1950), L'Héritage, cette peste, les secrets d'Elénore (1963).

### 1910
- David Ananou (en) (1917-2000), Le fils du fétiche (1955)[31].

### 1920
- Sam J. Obiamin (1921-1982, guinéen, en éwé)[82], Amegbetoa, ou, Les aventures d'Agbezuge (1990, Karthala, Unesco  (ISBN 9782865372515))[83].

### 1930
- Richard Dogbeh (1932-2003), béninois-togolais, poète, romancier, essayiste, Rives mortelles (1964), Les eaux du Mono (1965), Voyage au pays de Lénine. Notes de voyage d'un écrivain africain en URSS (1969), Cap Liberté (1969).
- Adovi John-Bosco Adotevi (1934-)[1], essayiste, romancier, L'Apartheid et la société internationale (1978), Sacrilège à Manadali (1982)[4]
- Edem Kodjo (1938-2020), politique, diplomate, Au commencement était la glaise (2004), Et demain l'Afrique (1985)...
- Yves-Emmanuel Dogbé (1939-2004), philosophe, sociologue, romancier, poète, essayiste, La victime (1979), L'incarcéré (1980), Lettre ouverte aux pauvres d'Afrique (1983), L'homme de Bê (1989), Le miroir (2005)...

### 1940
- Modeste d'Almeida (1940 ?), dramaturge, Kétéyouli l'étudiant noir (1967, avec Gilbert Laclé)[23]
- Victor Aladji (1940 ?)[21],[22], romancier, La voix de l'ombre (1985), L'équilibriste (1972), Akosiwa mon amour (2010).
- Gilbert Laclé (1940 ?), dramaturge, Keteyouli l'Étudiant Noir: Le Drame des Jeunes Elites Africaines (1965, avec Modeste d'Almeida)
- Rita Mensah Amenda (1940-)[26], universitaire, Mosaïques Africaines : chroniques féminines (2003)
- Koffi Gomez (1941-)[63],[64], alias Gemzo Kiffo, romancier, dramaturge, Gaglo, ou l'Argent de la peste (1983), Opération Marigot (1982)
- Tété-Michel Kpomassie (1941-), écrivain-voyageur, L'Africain du Groenland (1981)
- Komlanvi Jean-Marie Pinto (1941-)[87], Les Mémoires d'Émilienne (1989), L'ombre du karité (1996)
- Pyabélo Chaold Kouly (1943-), auteure enfance (?), Le Caneton égaré (1961), Le Missionnaire de Pessaré Kouloum Lomé (1979), Djidili et Wédé à la ferme de Lama-Tessi au Togo (1994 ?)...
- Sénouvo Agbota Zinsou (1946-), dramatruge, nouvelliste, Yévi et l'Éléphant Chanteur, Le Médicament...
- Julien Guenou (1948 ou 1950-)[65],[66], romancier, éditeur, Le bonheur à l'arraché (1983), L’Empire se retire, que naisse Prométhée, Le soleil des damnés, Amour café

### 1950
- Atsutse Kokuvi Agboli (AKA) (1950 ? -2008)[10], ploitique, essayiste, Sylvanus Olympio : le père de l'indépendance togolaise (2007)
- Daniel Lawson-Body (1953-2015)[78],[79], Peu d’épouses s’appellent Astrid (2013), Désespoir interdit (2018), La Déméninge, Damas
- Jeannette D. Ahonsou (1954-), romancière, Une longue histoire (1999, 2004), Le Trophée de Cristal (2005), Le Piège à Conviction (2013), Un tunnel sans bout (2015), L'Affaire Carrefour
- Gnoussira Analla (1954-)[89],[27],[28],[29], enseignant, poète, Croissance I  (1982), Morte saison (1992), À Tue-tête, Transhumance, Génération spontanée, Abracadabra
- Christiane Akoua Ekué (1954-)[55], Le crime de la rue des notables (1989) Partir en France (1996)
- Kossi Komla-Ebri (it) (1954-), journaliste, nouvelliste, All’incrocio dei sentieri (À la croisée des chemins) (2004), Le huitième péché (2006 ?), Del Rap-Hip Hop (le huitième péché) (2006), Vita e sogni-racconti in concerto (La vie et les rêves) (2007), Madiba (2008), Embarracismes-Le racisme au quotidien (2016), Neyla (2019)
- Esso-Wêdéo Agba (1956-2015) (Isaac Essowodéou Agba)[5],[6], romancier, Les germes étouffés (2005), Si l'idée ne germe (1999), Les germes étouffés (2005), La Ballade de la misère (2011)
- Jean-Jacques Dabla (1956-) (alias Sewanou Towali), enseignant, poète, critique, Leur figure-là... (1985) [47], Malmonde (2014)
- Ami Gad (1958-)[60], romancière, Étrange héritage (1986), La Croix de la mariée (2014)
- Hilaire Dossouvi Logo (1958-2014)[80], poète, journaliste, politique, Lutter pour ses droits au Togo (2004)

### 1960
- Ayayi Togoata Apedo-Ameh (1960 ?)[32], enseignant-chercheur, critique d'art, nouvelliste, dramaturge, activiste (droits humains), Le Chien qui fume, Un continent à la mer !, La guerre civile des aputaga, Radio tout-va-bien-au-pays, Les trônes sacrés jumeaux, 5 octobre an zéro, La république des slips, Le maître de l’empire...
- Nkunu (1960 ?), Zoromi Soul Saga (2020)[90]
- Charles Piot (1960 ?), universitaire, anthropologue, Remotely Global : Village Modernity in West Africa (1997), Isolément global : La modernité du village au Togo (2008)
- Anatole Tokopaï (1960 ?), ingénieur, romancier, Le Tissu (2000), La solution innovante
- Sami Tchak (Sadamba Tcha-Koura, 1960-), romancier, essayiste, Place des fêtes (2001), Le Continent du Tout et du presque Rien (2021)...
- Gabriel Koum Dokodjo (Gabro, 1961-), romancier, Hei-Dji (1995), Noël dans un camp de réfugiés (2008), Procès du soldat
- Théo Ananissoh (1962-, Théodore Laté Lawson), nouvelliste, romancier, Yeux ouverts (1994), Lisahohé (2005), Un reptile par habitant (2007), Le soleil sans se brûler (2015), Delikatessen (2017)[30]...
- Kossi Efoui (1962-), traducteur, chroniqueur, La Fabrique de cérémonies (2001), Volatiles (2006), Cantique de l'acacia (2017)...
- Sélom Komlan Gbanou (1964-)[62], enseignant, poète, Petite anthologie de la nouvelle poésie togolaise (2007), Enfantissages (2014), Mémoires et identités dans les littératures francophones (2012)
- Edwige Edorh (1965 ?) [53],[54], La Fille de Nana-Benz (1994)
- Tété François Kwassi (1965 ?), Lutte à mort (1999, roman policier)
- Kangni Alem dramaturge, traducteur, critique : Romans: Esclaves : (2009), Canailles et Charlatans, (2005), Cola cola Jazz, (2002), La Légende de l’assassin, (2015), Les Enfants du Brésil, (2017). Essais: Rachid Boudjedra (2001), Dans les mêlées. Les arènes physiques et littéraires (une introduction de Sami Tchak) (2009), Dans les mêlées II. Où va la littérature togolaise, (2013), Rachid Boudjedra,Masculinité, Féminité, Transculturalité, (2021). Pièces de théâtre: Théâtre vol. 1, Bertoua, (2009),  Théâtre Vol. (2014), Chemins de croix ou Chronique d'une mise à mort symbolique (1991), Chemins de Croix (2005), Atterrissage, (2002). Nouvelles: La gazelle s'agenouille pour pleurer, (2001), Un rêve d'Albatros (2006), Le sandwich de Britney Spears, (2019). Ouvrage collectif: Collectif Dadié, l'homme de tous les continents. Cent écrivains du monde rendent hommage au centenaire vivant, (2019), Collectif, Le Camp des Innocents : 15 nouvelles africaines, (2006), Dernières nouvelles de la Françafrique, (2003)
- Adjéna Pékpéli (1967-)[86]
- Germaine Kouméalo Anaté (1968-), universitaire, poétesse, nouvelliste, romancière, Souffle court (2012), Le regard de la source (2005), Frontières du jour (2004), L’écrit du silence (2001), Le regard de la source (2005)

### 1970
- Anas Atakora (1970 ?)[36], poète, universitaire, critique littéraire, Partir pour les mots (2012)[37], Monts et rêves (2013), Ce soir quand tu verras Patrice (2015), En attendant le poème (2015), Ceux qui m’accompagnent  au large (2017), Traces de parcours (2019)...
- Laurie L. Charlès (1970 ?), Intimate Colonialism: Head, Heart & Body in West African Development Work (2007)
- Dieudonné Ewomsan (1970 ?), poète, Marche vers toi (1996), Couleurs de liberté (2007)[59], Présence de la femme dans la poésie togolaise
- Sassou Comlan Koussougbo (1970 ?), Une vie de chiens (2007)[73]
- Dalé Hélène Labitey (1970 ?), Nanas Benz : parcours de vie) (2014)
- Amadoto Kossi Sénam (1970 ?), médecin gynécologue obstétricien, Un Hôpital des morts (2010)
- Laklaba Talakeena (1970 ?), La palmeraie de Roriba (1999)
- Claude Grunitzky (1971-), entrepreneur, journaliste, essayiste, Transculturalismes. Essais, récits et entretiens (2008)
- Dissimara Boutora-Takpa (1973-)[43], Journal d'une bonne (2002, Prix France-Togo)
- Gustave Akakpo (1974-), artiste, plasticien, dramaturge, conteur, animateur culturel, Catharsis (2006), Le Petit monde merveilleux (2008), À petites pierres (2007), La Mère trop tôt (2004), Je reviendrai te parler dans les herbes (2015)...
- Alexandre de Souza (1974-), entrepreneur immobilier, romancier, essayiste, Rêves d’Afrique, Togo, la Dynastie de la Terreur (2009), L’Homme africain est-il intelligent ?
- Edem Awumey (1975-), romancier, Port-Mélo (2005), Les pieds sales (2009), Rose déluge (2012), Explication de la nuit (2013), Mina parmi les ombres (2018)
- Fatou Biramah (1975-)[38],[39], journaliste, chroniqueuse, animatrice, écrivaine, Confessions d'un salaud. Histoire vraie d'un braqueur, dealer, taulard (2004), Négresse (2006)[40]
- Amaka Brocke (1975 ?)[44],[45],[46], La fille errante (2005)
- Gerry Taama (1975-), militaire, romancier, nouvelliste, Parcours de combattants, Chroniques de la caserne
- Grétah Waklatsi (1975-), humanitaire (en France), romancière, L'enfant qui ne vient pas : Naître togolaise
- (Ayayi Gblonvadji) Ayi Hillah (1976-)[69], poète, nouvelliste, romancier, Chants et visions (2012), Mirage (2012), Échos d'un adieu (2019), Les salves du midi (2019)...
- Rost (Amewofofo Adom'Megaa, 1976-), chroniqueur, rappeur, associatif, Enfant des lieux bannis (2008)
- Gnimdéwa Atakpama (1977-), conteur, enseignant, entrepreneur, politique, poète, auteur enfance, éditeur, La désillusion (2003), Encre indélébile ou comment dire les silences de l’Afrique (2011)...
- Mensah Hemedzo (1977-)[67], La loi du bouc émissaire (2007), Dites-leur que je suis Québécois (2019)
- Folly K. (1977-)[71], Beek ou l'art de la boucherie (2017)
- Lauren Ekué (1978-)[56],[57], Icône urbaine (2005), Carnet Spunk (2010), Black Attitude #1 (2011), L’Expérience Noire au féminin dans la France contemporaine (2015)
- Henriette Akofa (1979-)[20], Une esclave moderne (2000)

### 1980
- Corinne d'Almeida (1980 ?), Antibes (2010)
- Joel Amah Ajavon (1980 ?)[24],[25], comédien, dramaturge, Camp sud, Deux crocodiles sur le fleuve, Miel et fiel...
- Kangni Dagoe-Kangni (1980 ?), nouvelliste, Destins enchaînés (1988)[48]
- Kokou Math Eli (1980 ?)[58], enseignant, animateur, formateur, dramaturge, romancier, Govina : le chant de la veine sacrée
- Thérèse Karoué-Atchall (1980 ?), La Saison des amours (2016), Le Secret (2018)
- Akoutsa Kokou (alias Amlina Del, 1980 ?)[72], dramaturge, Deux pieds, un pas
- Kokouvi Dzifa Galley (1980-)[61], dramaturge, poète, nouvelliste, In-certitudes (2009), Dés-espérances (2013), Peau de braise (2015), Un pas avant… (2018), La Réserve (2018), Otages (2020), Arènes intérieures (2018)
- Steve Bodjona (1982-)[41],[42], juriste, diplomate, Des larmes aux crépuscules (2016), Orémus (2015), Les ronces de l'amour (2014), La Valse des Diplomates (2014), Hymne à la nation (2014), Rêverie, Voile d'espoir, L'odyssée ou Le journal d'un migrant (2014), D'un cœur d'enfant (2014), Misères & chimères : Récits inspirés de faits réels (2019)...
- David Kpelly (1983)[74], romancier, Apocalypse des bouchers (2011), L'élu de la réforme (2009), Le fratricide de la réforme, la condamnation de Caïn (2009), Le gigolo de la réforme, l'invisible main noire (2009)
- Well Dogbatse (1985 ?)[49], dramaturge, La danse des scorpions (2021), Les vendeurs d'âme (2013), La confession des musaraignes
- Marthe Fare (1985-), journaliste, écrivaine, blogueuse, productrice, La Sirène des bas-fonds (2011), Rivales (2014), Mots à maux, recueil collectif de nouvelles, (2021)

### 1990
- Marlène Douty (1990 ?)[52], dramaturge, Vieux le père, Dieu le fils
- Patron Henekou (1990 ?)[68], poète, dramaturge, Dovlo, ou A Worthless Sweat (2015), Souffles d’outre-cœur (2017), Souffles & faces (2018)
- Farida Nabourema (1990-), écrivaine, activiste (démocratie, droits humains)
- Ayi Renaud Dossavi-Alipoeh (1993-)[50],[51], journaliste, poète, essayiste, nouvelliste, romancier, Chants de sable (2018), Pensées égarées, Lèvres éphémères, Nous et l’histoire – réflexions sur le passé, le présent et l’avenir